# Rubin Kazań
Futbołnyj Klub „Rubin” Kazań (ros. «Рубин» Казань, tatar. «Рубин» Казан) – rosyjski klub piłkarski z siedzibą w Kazaniu, grający w rozgrywkach Priemjer-Liga.
Dwukrotny mistrz kraju, jednokrotny zdobywca pucharu.

## Historia
Chronologia nazw
- 1958—1964 Iskra Kazań (ros. «Искра» Казань)
- 1964—1992 Rubin Kazań (ros. «Рубин» Казань)
- 1992—1993 Rubin-TAN Kazań (ros. «Рубин-ТАН» Казань)
- Od 1994 Rubin Kazań (ros. «Рубин» Казань)

Założony w 1958 jako Iskra Kazań, dopiero w 1964 przyjął obecną nazwę Rubin Kazań.
W czerwcu 1960 r. drużyna Iskry Kazań wyjechała do Polski, gdzie rozegrała towarzyskie mecze ze Skrą Częstochowa (1ː0), reprezentacją Cieszyna (0ː0) i Wisłą Płock (8ː0).  
Największe sukcesy klubu przypadają na początek XXI wieku. Trenerem drużyny został w 2001 roku, Turkmen Gurban Berdiýew. W pierwszym sezonie swojej pracy wywalczył awans do Premier Ligi, a dwa lata później, w 2003 roku zajął 3. miejsce w ligowej tabeli, co dało kwalifikację do Pucharu UEFA, z którym odpadł w już w II rundzie eliminacyjnej po dwumeczu z Rapidem Wiedeń (porażka 0:3 u siebie i wyjazdowa wygrana 2:0). W 2004 roku zespół zajął dopiero 10. miejsce, jednak zrehabilitował się w sezonie kolejnym, w którym zakończył rozgrywki Premier Ligi na 4. miejscu. Tym razem z europejskich pucharów wyeliminowała ich włoska Parma, Rubin przegrał oba spotkania (0:1).
2 listopada 2008 roku, Rubin dzięki wyjazdowemu zwycięstwu nad Saturnem Ramienskoje (2:1) i porażce (0:1) CSKA Moskwa ze Spartakiem Moskwa został pierwszy raz w historii mistrzem Rosji. Tytuł Rubin zawdzięcza rekordowo długiej - trwającej 7 spotkań - serii wygranych (w którą wchodzi min. wygrana z Zenitem w Petersburgu 3:1), która dała Rubinom znaczną przewagę już w początkowej fazie sezonu. Tytuł mistrzowski był przepustką do rozgrywek Ligi Mistrzów 2009/10, gdzie w fazie grupowej przyszło się im mierzyć z Dynamem Kijów, Interem Mediolan i FC Barceloną. W trzeciej kolejce gier, Rubin sensacyjnie ograł na Camp Nou FC Barcelonę (2:1). Ostatecznie Rubin skompletował 6 punkt, co przełożyło się na zajęcie trzeciego miejsca w grupie umożliwiającego dalszą grę w Lidze Europy.
Rok później Rubin zdobył swoje drugie mistrzostwo kraju. Tym razem zdeklasował swoich rywali, wyprzedzając drugi Zenit Sankt Petersburg aż o 8 punktów. Klub prezentował wysoką formę również w krajowym pucharze, dochodząc do finału, który przegrał z CSKA Moskwa (0:1), tracąc decydującego gola w doliczonym czasie gry. Czołowymi piłkarzami tego okresu był doświadczony pomocnik Sergiej Siemak, argentyński playmaker Alejandro Domínguez i sprowadzony za rekordowe 8,7 mln euro skrzydłowy Gökdeniz Karadeniz.
Sukcesy te były łabędzim śpiewem Rubinów. W 2013 roku, po dwunastu latach z klubu odszedł Berdiýew, a klub na popadł w marazm. Jego następcą został Rinat Bilaletdinow, któremu nie udało się nawiązać do sukcesów z minionych lat.
Nowym otwarciem miał być sezon 2016/17. W letnim oknie transferowym klub wydał 40 mln euro na wzmocnienia i zatrudnił hiszpańskiego trenera Javiego Gracie. W tabeli ligowej Rubin zajął rozczarowujące 9 miejsce. Nowi zawodnicy nie wnieśli oczekiwanej jakości w grze, a pieniądze wydane na ich zakup nadwyrężyły - będące już wcześniej w nędznej kondycji - klubowe finanse. Rubin złamał zasady Finansowego Fair Play, przez co w październiku 2018 został wykluczony z rozgrywek UEFA na okres dwóch lat. 
19 grudnia 2019 roku, na funkcję trenera klubu został wybrany Leonid Słucki.
W sezonie 2020/2021 Rubin zajął 4. miejsce premiowane grą w nowo utworzonych rozgrywkach Ligi Konferencji Europy. Odpadli z nich jednak w III rundzie eliminacyjnej przegrywając dwumecz z Rakowem Częstochowa 0:1. Sezon 2021/2022 zakończył się ponadto zajęciem 15. miejsca i spadkiem z Premjer-Ligi po 20 latach gry na najwyższym poziomie. Na zapleczu elity klub z Kazania spędził tylko jeden sezon wygrywając rozgrywki i powracając na najwyższy poziom rozgrywkowy.

## Sukcesy
| \| \| Zdobyte trofea w rozgrywkach Rosji (stan na: 2018-12-31) \| |                                                          |      |            |
| Rozgrywki                                                         | Osiągnięcie                                              | Razy | Sezon(y)   |
| · Mistrzostwo                                                     | I miejsce                                                | 2    | 2008, 2009 |
| · Mistrzostwo                                                     | II miejsce                                               | –    |            |
| · Mistrzostwo                                                     | III miejsce                                              | 2    | 2003, 2010 |
| · Puchar                                                          | zdobywca                                                 | 1    | 2012       |
| · Puchar                                                          | finalista                                                | 1    | 2009       |
| Rosja                                                             | Zdobyte trofea w rozgrywkach Rosji (stan na: 2018-12-31) |      |            |

## Kadra w sezonie 2023/24
Skład na dzień 23 czerwca 2023.
| Nr | Poz. | Piłkarz                |
| -- | ---- | ---------------------- |
| 2  | OB   | Yegor Teslenko         |
| 4  | OB   | Alyaksandr Martynovich |
| 5  | OB   | Rustam Ashurmatov      |
| 6  | PO   | Alan Dzagoev           |
| 7  | PO   | Soltmurad Bakayev      |
| 8  | PO   | Artyom Popov           |
| 9  | PO   | Aleksandr Lomovitsky   |
| 10 | PO   | Igor Konovalov         |
| 12 | OB   | Maksim Shiryayev       |
| 14 | PO   | Mikhail Kostyukov      |
| 18 | PO   | Marat Apshatsev        |
| 19 | PO   | Oleg Ivanov            |
| 20 | NA   | Joel Fameyeh           |
| 21 | PO   | Aleksandr Zotov        |
| 22 | BR   | Yury Dyupin            |
| 23 | PO   | Ruslan Bezrukov        |

| Nr | Poz. | Piłkarz                 |
| -- | ---- | ----------------------- |
| 27 | OB   | Aleksei Gritsayenko     |
| 31 | BR   | Aleksandr Belenov       |
| 33 | PO   | Umarali Rakhmonaliev    |
| 44 | NA   | Vitaly Lisakovich       |
| 51 | OB   | Ilya Rozhkov            |
| 56 | OB   | Lenar Fattakhov         |
| 66 | BR   | Nikita Yanovich         |
| 70 | OB   | Dmitri Kabutov          |
| 85 | NA   | Daniil Kuznetsov        |
| 86 | BR   | Nikita Korets           |
| 91 | NA   | Merabi Uridia           |
| 97 | OB   | Konstantin Nizhegorodov |
|    | OB   | Maciej Rybus            |
|    | OB   | Ivan Savitsky           |
|    | PO   | Stepan Surikov          |
|    | NA   | Kamil Mullin            |

## Trenerzy
| Funkcja                | Imię i nazwisko      |
| ---------------------- | -------------------- |
| Trener                 | Leonid Słucki        |
| Asystent               | Oleg Kuzmin          |
| Asystent               | Oleg Wierietiennikow |
| Trener bramkarzy       | Siergiej Kozko       |
| Przygotowanie fizyczne | Javier Noya Salces   |

## Europejskie puchary

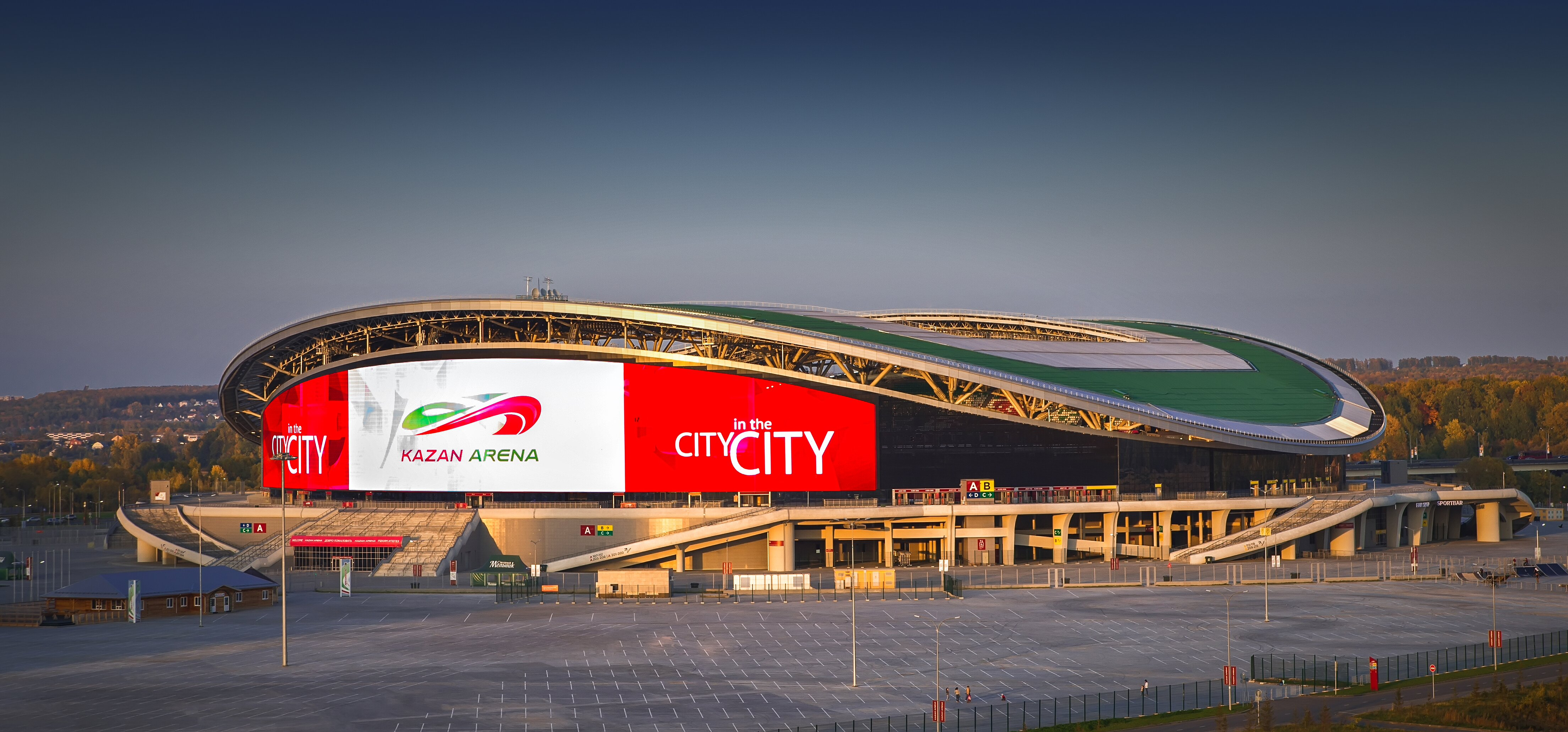
Kazań Arena

Legenda do wszystkich tabel:
- Q – runda eliminacyjna, 1/16, 1/8, 1/4, 1/2 – odpowiednia faza rozgrywek, Grupa – runda grupowa, 1r gr – pierwsza runda grupowa, 2r gr – druga runda grupowa, F – finał, R – runda, PO – play-off
- k. – rzuty karne, los. – losowanie, Dogr. – dogrywka, w. – zasada bramek strzelonych na wyjeździe

| Sezon   | Rozgrywki               | Runda   | Przeciwnik         | Dom | Wyjazd | Ogólnie    |
| ------- | ----------------------- | ------- | ------------------ | --- | ------ | ---------- |
| 2004/05 | Puchar UEFA             | 2Q      | Rapid Wiedeń       | 0–3 | 2–0    | 2–3        |
| 2006/07 | Puchar UEFA             | 2Q      | BATE Borysów       | 3–0 | 2–0    | 5–0        |
| 2006/07 | Puchar UEFA             | 1R      | Parma              | 0–1 | 0–1    | 0–2        |
| 2007    | Puchar Intertoto        | 2R      | Zalaegerszegi TE   | 3–0 | 2–0    | 5–0        |
| 2007    | Puchar Intertoto        | 3R      | Rapid Wiedeń       | 0–0 | 1–3    | 1–3        |
| 2009/10 | Liga Mistrzów           | Grupa F | Dynamo Kijów       | 0–0 | 1–3    | 3. miejsce |
| 2009/10 | Liga Mistrzów           | Grupa F | Inter Mediolan     | 1–1 | 0–2    | 3. miejsce |
| 2009/10 | Liga Mistrzów           | Grupa F | FC Barcelona       | 0–0 | 2–1    | 3. miejsce |
| 2009/10 | Liga Europy             | 1/16    | Hapoel Tel Awiw    | 3–0 | 0–0    | 3–0        |
| 2009/10 | Liga Europy             | 1/8     | VfL Wolfsburg      | 1–1 | 1–2    | 2–3, Dogr. |
| 2010/11 | Liga Mistrzów           | Grupa D | FC København       | 1–0 | 0–1    | 3. miejsce |
| 2010/11 | Liga Mistrzów           | Grupa D | FC Barcelona       | 1–1 | 0–2    | 3. miejsce |
| 2010/11 | Liga Mistrzów           | Grupa D | Panathinaikos AO   | 0–0 | 0–0    | 3. miejsce |
| 2010/11 | Liga Europy             | 1/16    | FC Twente          | 0–2 | 2–2    | 2–4        |
| 2011/12 | Liga Mistrzów           | 3Q      | Dynamo Kijów       | 2–1 | 2–0    | 4–1        |
| 2011/12 | Liga Mistrzów           | PO      | Olympique Lyon     | 1–1 | 1–3    | 2–4        |
| 2011/12 | Liga Europy             | Grupa A | Tottenham Hotspur  | 1–0 | 0–1    | 2. miejsce |
| 2011/12 | Liga Europy             | Grupa A | PAOK FC            | 2–2 | 1–1    | 2. miejsce |
| 2011/12 | Liga Europy             | Grupa A | Shamrock Rovers    | 4–1 | 3–0    | 2. miejsce |
| 2011/12 | Liga Europy             | 1/16    | Olympiakos SFP     | 0–1 | 0–1    | 0–2        |
| 2012/13 | Liga Europy             | Grupa H | Inter Mediolan     | 3–0 | 2–2    | 1. miejsce |
| 2012/13 | Liga Europy             | Grupa H | Partizan           | 2–0 | 1–1    | 1. miejsce |
| 2012/13 | Liga Europy             | Grupa H | Neftçi PFK         | 1–0 | 1–0    | 1. miejsce |
| 2012/13 | Liga Europy             | 1/16    | Atlético Madryt    | 0–1 | 2–0    | 2–1        |
| 2012/13 | Liga Europy             | 1/8     | Levante UD         | 2–0 | 0–0    | 2–0, Dogr. |
| 2012/13 | Liga Europy             | 1/4     | Chelsea            | 3–2 | 1–3    | 4–5        |
| 2013/14 | Liga Europy             | 2Q      | Jagodina           | 1–0 | 3–2    | 4–2        |
| 2013/14 | Liga Europy             | 3Q      | Randers            | 2–0 | 2–1    | 4–1        |
| 2013/14 | Liga Europy             | PO      | Molde              | 3–0 | 2–0    | 5–0        |
| 2013/14 | Liga Europy             | Grupa D | Wigan Athletic     | 1–0 | 1–1    | 1. miejsce |
| 2013/14 | Liga Europy             | Grupa D | Maribor            | 1–1 | 5–2    | 1. miejsce |
| 2013/14 | Liga Europy             | Grupa D | Zulte Waregem      | 4–0 | 2–0    | 1. miejsce |
| 2013/14 | Liga Europy             | 1/16    | Real Betis         | 0–2 | 1–1    | 1–3        |
| 2015/16 | Liga Europy             | 3Q      | Sturm Graz         | 1–1 | 3–2    | 4–3        |
| 2015/16 | Liga Europy             | PO      | Rabotniczki        | 1–0 | 1–1    | 2–1        |
| 2015/16 | Liga Europy             | Grupa B | Liverpool          | 0–1 | 1–1    | 3. miejsce |
| 2015/16 | Liga Europy             | Grupa B | Girondins Bordeaux | 0–0 | 2–2    | 3. miejsce |
| 2015/16 | Liga Europy             | Grupa B | FC Sion            | 2–0 | 1–2    | 3. miejsce |
| 2021/22 | Liga Konferencji Europy | 3Q      | Raków Częstochowa  | 0–1 | 0–0    | 0–1, Dogr. |